# Bamo Meïté
Abdoul Bamo Meïté (* 3. Dezember 2001 in Kani) ist ein ivorisch-französischer Fußballspieler, der aktuell bei Olympique Marseille unter Vertrag steht und an HSC Montpellier ausgeliehen ist.

## Karriere
Meïté begann seine fußballerische Ausbildung beim FC Montfermeil, wo er bis 2019 spielte. Anschließend wechselte er zu Stade Laval zunächst in die Jugendabteilung. Dort kam er zunächst zu Einsätzen für die zweite Mannschaft und die U19. In der Saison 2020/21 spielte er bereits zehnmal für die erste Mannschaft in der dritten französischen Liga.
Im Anschluss wurde er im Sommer 2021 an die Zweitvertretung des Erstligisten FC Lorient abgegeben. Nach sämtlichen Einsätzen in der National 2 und einigen Nominierungen für die erste Mannschaft, unterschrieb er im Sommer 2022 seinen ersten Profivertrag für das Profiteam. Am 11. Januar 2023 (18. Spieltag) spielte er bei einem 2:2-Unentschieden gegen die AS Monaco über 90 Minuten und debütierte somit im Profibereich. Daraufhin unterschrieb er Anfang März 2023 einen neuen Vertrag mit verlängerter Laufzeit bis Juni 2026.
Für die Saison 2023/24 wechselte er per Leihe mit Kaufoption zu Olympique Marseille. Dort absolvierte er 16 Ligaspiele, woraufhin der Klub die Kaufoption zog. In der Hinrunde der darauffolgenden Saison kam Meïté nur zu drei Kurzeinsätzen. Für die Rückrunde 2024/25 wurde er daher auf Leihbasis an den HSC Montpellier abgegeben, wo er auf sieben Einsätze kam.